# Hang Xóm Trại
Hang Xóm Trại là hang trong núi đá vôi thuộc xóm Trại, xã Tân Lập, huyện Lạc Sơn, tỉnh Hòa Bình, Việt Nam.
Từ thành phố Hòa Bình theo quốc lộ 6 đến ngã ba Mãn Đức, đi theo đường 12A đến ngã ba Xưa, sau đó rẽ trái đường 12B khoảng 8 km, tiếp tục rẽ trái theo đường liên xã Tân Lập khoảng 4 km là đến di tích. Hang nằm ở phía đông sườn núi khu Trại .
Năm 2011, Hang Xóm Trại đã xếp hạng di tích khảo cổ cấp quốc gia. Ngày nay, di tích đã được tôn tạo phục vụ cho mục đích tham quan và nghiên cứu.

## Mô tả
Hang Xóm Trại nằm ở độ cao 15 m so với thung lũng, cửa hang rộng 8 m quay theo hướng đông. Lòng hang rộng, trần hang lõm sâu vào như hai quả trứng gà dính liền nhau. Cửa hang cao 10 m, hang ăn sâu vào trong khoảng 13 m.
Đặc biệt hơn, lẫn trong lối đi vào và trên vách hang có vô số vỏ ốc hóa thạch từ nghìn năm trước bám chặt vào đá. Theo các nhà khảo cổ, chỉ một diện tích nhỏ khoảng một mét khối đã có đến 40000 con ốc hóa thạch chen chút dày đặc.

## Lịch sử khảo sát
Hang Xóm Trại được các nhà khảo cổ học Việt Nam phát hiện lần đầu tiên vào năm 1975.
- Tháng 7/1980 đoàn Viện Khảo cổ học Việt Nam và đoàn địa chất 203 đã phối hợp tiến hành khảo sát địa điểm Hang Xóm Trại. Qua cuộc khảo sát này, các nhà khảo cổ đã tìm được 108 hiện vật đá và xương động vật các loại.[4]
- Tháng 5/1981 các nhà khảo cổ Việt Nam đã tiến hành khai quật di chỉ Hang Xóm Trại. Trong lần khai quật này đã phát hiện thêm 1150 hiện vật, bao gồm công cụ đá và xương.[4]
- Những năm sau đó, Hang Xóm Trại liên tục được khai quật nhưng mãi đến năm 2008 các nhà khảo cổ mới có một phát hiện cự kỳ quan trọng. Sau khi đào sâu xuống lòng đất khoảng 4 m, các nhà khảo cổ đã tìm ra được lối đi cổ.[8] Lối đi này đã được công nhận là lối đi cổ xưa nhất thế giới.[6][9]

Qua nhiều lần khai quật, kết quả đã cho thấy Hang Xóm Trại vừa là nơi sinh sống lâu dài vừa là xưởng chế tác công cụ của cư dân văn hóa Hòa Bình. Đây là di chỉ có niên đại sớm nhất cách đây 21 nghìn năm và được xem là di tích khảo cổ tiêu biểu trong khu vực Đông Nam Á.